# Constitución de Kuwait
La Constitución de Kuwait (árabe: الدستور الكويتي, romanizado: ad-distūr al-Kuwayti, pronunciación del árabe del Golfo: [ɪddɪstuːr ɪlkweːti]) fue creada por la Asamblea Constitucional en 1961-1962 y promulgada como ley el 11 de noviembre de 1962 por el Emir, el Comandante de las Fuerzas Armadas de Kuwait Sheikh Abdullah III Al-Salim Al-Sabah.

## Historia
En junio de 1961, tras la independencia de Kuwait y bajo la sombra de una amenaza Iraquí, Amir Abdullah Al-Salim Al-Sabah anunció que establecería una constitución para Kuwait. En En diciembre, se llevaron a cabo elecciones para una Asamblea constituyente, que luego redactó una constitución promulgada como Ley Número 1 el 11 de noviembre de 1962. Aunque los artículos de la constitución han sido suspendidos dos veces desde entonces No obstante, el documento sigue siendo la declaración de intenciones básica del sistema político kuwaití.

## Cronología de la constitución kuwaití de 1962
Fuentes:
- 19 de junio de 1961: Independencia

21 de junio de 1961: Kuwait solicita ser miembro de la Liga Árabe
25 de junio de 1961: Qasim reclama Kuwait para Irak
30 de junio de 1961: Kuwait solicita admisión a las Naciones Unidas
- 1 de julio de 1961: tropas británicas desembarcan en Kuwait
- 4 de julio de 1961: la Liga Árabe debate si la admisión de nuevos estados (como Kuwait) requiere la unanimidad de los estados miembros o una mayoría simple

7 de julio de 1961: la Unión Soviética veta una resolución británica del Consejo de Seguridad para "respetar" la independencia de Kuwait
- 10-26 de julio de 1961:
  - Una delegación de destacados kuwaitíes visita Egipto; Nasser acuerda reunir una fuerza árabe para reemplazar a las tropas británicas
  - La delegación también visita Arabia Saudita, Sudán, Libia, Túnez, Marruecos, Jordania y Líbano
- 20 de julio de 1961: Kuwait admitido en la Liga Árabe, la delegación iraquí abandona la reunión en señal de protesta.
- 21 de julio de 1961: La Liga Árabe hace preparativos para enviar tropas árabes a Kuwait
- 26 de agosto de 1961: el emir de Kuwait Sheikh Abdulla Al-Salim Al-Sabah nombra un comité para redactar una ley sobre las elecciones a la Convención Constitucional
- 6 de septiembre de 1961: promulgación de la Ley de elecciones
- 10 de septiembre de 1961: las fuerzas árabes comienzan a llegar a Kuwait bajo los auspicios de la Liga Árabe; las fuerzas son de Arabia Saudita, la República Árabe Unida, Jordania, Sudán y Túnez
- 10 de octubre de 1961: las fuerzas británicas completan la retirada de Kuwait
- 30 de noviembre de 1961: Kuwait vuelve a solicitar su ingreso en las Naciones Unidas y la Unión Soviética vuelve a vetar la solicitud.

30 de diciembre de 1961: Elecciones celebradas para la Convención Constitucional
- 20 de enero de 1962: Sesión de apertura de la Convención Constitucional
- 27 de marzo de 1962: Jasim Al-Qatami, un destacado nacionalista árabe, nombrado viceministro de Asuntos Exteriores.
- 11 de noviembre de 1962: Constitución de 1962 emitida
- 23 de enero de 1963: Elecciones a la primera Asamblea Nacional

9 de febrero de 1963: Qasim derrocado y asesinado
14 de mayo de 1963: Kuwait admitido en las Naciones Unidas
- 4 de octubre de 1963: el gobierno iraquí reconoce formalmente a Kuwait
- 12 de octubre de 1963: Kuwait otorga un préstamo de 30 millones de libras esterlinas al gobierno iraquí

## Visión general y organización del gobierno
La Constitución del Estado de Kuwait se compone de 183 artículos divididos en cinco capítulos:
- El Estado y el Sistema de Gobierno
- Constituyentes fundamentales de la sociedad kuwaití
- Derechos y Deberes Públicos
- Potestades
- Disposiciones Generales y Transitorias

La constitución define a Kuwait como "un emirato hereditario, cuya sucesión corresponderá a los descendientes del difunto Mubárak Al-Sabah". Esta cláusula codifica lo que ha convertirse en práctica: la alternancia semiformal del poder desde 1915 entre las líneas de los dos hijos gobernantes de Mubárak: Yábir y Sálim.
La Constitución de Kuwait se basa teóricamente en los principios democráticos del estado civil moderno y combina aspectos tanto del presidencial como del sistemas parlamentarios (teóricamente). Los pilares de la Constitución son la soberanía del Estado, la libertad pública y la igualdad ante la ley. Aunque otorga al emir un poder muy sustancial, la constitución también prevé cierta apariencia de participación política por parte de los ciudadanos. El sistema de gobierno se define en el Artículo 6 como "democrático, bajo el cual la soberanía reside en el pueblo, la fuente de todos los poderes." Los artículos 79 a 122 establecen la Asamblea Nacional y establecen las reglas que rigen su formación, derechos y deberes.
El jefe del estado es el Emir, el Comandante del Ejército de Kuwait, quien tiene amplias competencias, quien junto con su gabinete constituye el poder ejecutivo.: 52  El Emir también forma parte del poder legislativo junto con la  Asamblea Nacional de Kuwait.: 51  El parlamento puede ser destituido por el Emir, que generalmente va seguida de elecciones dentro de 2 meses.: 107  La constitución comienza con la declaración de que Kuwait es "un Estado árabe soberano independiente" y su gente es "una parte de la comunidad árabe". Nación". Islam es "la religión del estado", y la sharia (ley islámica) es "una fuente principal de legislación". La última frase ha sido fuente de mucho debate, con miembros de la oposición islamista presionando para que el Islam se convierta en "la" fuente de legislación.

## Derechos y deberes individuales y sociales
Los derechos individuales protegidos por la constitución son extensos e incluyen la libertad personal y la igualdad ante la ley, la libertad de tener creencias y expresar opiniones, y la libertad de prensa. Las residencias de los ciudadanos son inviolables, la tortura y la deportación de ciudadanos kuwaitíes están prohibidas, y los acusados se presumen inocentes hasta que se pruebe su culpabilidad. También se garantiza la libertad para formar asociaciones y sindicatos. La constitución garantiza la independencia del poder judicial y designa al Consejo Superior de la Magistratura como su máximo órgano y garante de los poderes judiciales independencia.
La constitución también otorga a los ciudadanos una serie de derechos sociales, que forman la base del amplio sistema de bienestar de Kuwait. El estado está obligado constitucionalmente a cuidar de los jóvenes y ayudar a los ancianos, los enfermos y los discapacitados. Está obligado a proporcionar educación pública y atender a la salud pública. La constitución establece participación estatal en la economía nacional en la medida en que estas obligaciones lo requieran.
Sin embargo, los artículos 16 a 19 protegen la propiedad privada, afirmando que "la propiedad privada es inviolable" y recordando a los ciudadanos que "la herencia es un derecho regido por la Sharia islámica". El artículo 20 estipula que "la economía nacional se basará en la justicia social. Está fundada en la cooperación equitativa entre las actividades públicas y privadas. Su objetivo será el desarrollo económico, el aumento de la productividad, la mejora del estándar de vivir y lograr la prosperidad de los ciudadanos, todo dentro de los límites de la ley". Los deberes de los ciudadanos incluyen la defensa nacional, la observancia del orden público y el respeto por la moral pública, y pago de impuestos.
Sin embargo, estos derechos y obligaciones se aplican únicamente a los ciudadanos kuwaitíes. El resto de la población tiene pocos derechos políticos y civiles y disfruta de un acceso restringido a los beneficios del sistema de bienestar estatal.

## Suspensión de la constitución en 1976 y 1986
La constitución de Kuwait ha sido suspendida dos veces: en 1976 y 1986.
En agosto de 1976, en reacción a la creciente oposición de la asamblea a sus políticas, el emir suspendió cuatro artículos de la constitución relacionados con los derechos civiles políticos y (libertad de prensa y disolución de la legislatura) y la asamblea misma. En 1980, sin embargo, los artículos suspendidos de la constitución fueron restablecidos junto con la Asamblea Nacional.
En 1982, el gobierno presentó dieciséis enmiendas constitucionales que, entre otras cosas, habrían permitido al emir declarar ley marcial por un período prolongado y habría aumentado tanto el tamaño de la legislatura como la duración de los mandatos. En mayo de 1983, las propuestas se abandonaron formalmente después de varios meses de debate. No obstante, el tema de las revisiones constitucionales continuó como tema de discusión tanto en la Asamblea Nacional y el palacio.
En 1986 se suspendió nuevamente la constitución, junto con la Asamblea Nacional. Al igual que con la suspensión anterior, surgió una oposición popular a esta medida; de hecho, el movimiento a favor de la democracia de 1989-1990 tomó su nombre, el Movimiento Constitucional, de la demanda de un retorno a la vida constitucional. Esta oposición se hizo más pronunciada después de la Iraquí ocupación, que abrogó todos los derechos constitucionales, y tras el regreso de Kuwait a la soberanía en 1991.
A principios de 1992, se levantaron muchas restricciones de prensa. Después de las elecciones de octubre de 1992, la Asamblea Nacional ejerció su derecho constitucional de revisar todos los decretos de emiri promulgados mientras la asamblea estaba disuelta.